# British Columbia Highway 13
Der Highway 13 in British Columbia stellt die Verlängerung der Washington State Route 543 zum Highway 1 dar. Er bildet damit die Verbindung des US-amerikanischen Orts Lyndon mit dem kanadischen Aldergrove. Der Highway hat eine Länge von 11 km.

## Verlauf
Der Highway beginnt an der Grenze zu den Vereinigten Staaten. Er bildet somit den östlichsten Übergang im Großraum Metro Vancouver. Östlich des Grenzübergangs befindet sich auch der Aldergrove Lake Regional Park. Der Highway folgt nördlicher Richtung und geht am Ortskern von Aldergrove vorbei. Dort kreuzt er Highway 1A. Am nördlichen Ende befindet sich der Greater Vancouver Zoo, der Highway selbst endet als Einmündung in den Highway 1 als Ausfahrt „Exit 92“.